# Limbella limbata
Limbella limbata là một loài Rêu trong họ Neckeraceae. Loài này được (Sull.) Müll. Hal. miêu tả khoa học đầu tiên năm 1896.